# I Won't Tell You
I Won't Tell You è il terzo singolo estratto dall'album Shallow Life dei Lacuna Coil.

## Il singolo
Il singolo venne lanciato nelle radio americane a partire dal 6 ottobre 2009..

## Video musicale
Il video per il singolo è stato girato il 5 dicembre a Milano, diretto da Roberto Cinardi sotto lo pseudonimo di SaKu. La band ha richiesto la partecipazione di tutti i fan che vivono nella zona per girare alcune scene, tra cui una messa in scena di un concerto con il pogo. Il giorno del debutto del videoclip on-line, il 12 gennaio, Andrea Ferro, il cantante del gruppo dichiarò:
Il regista del video spiegò così il concept del video:

## Tracce
- Versione Standard

1. I Won't Tell You - 3:49 (album version)

## Classifiche
| Anno | Classifica                                | Posizione |
| ---- | ----------------------------------------- | --------- |
| 2009 | U.S. Billboard Hot Mainstream Rock Tracks | 37        |